# Shewanella oneidensis
Shewanella oneidensis (лат.) — вид грамотрицательных, факультативно анаэробных бактерий рода Shewanella, обитающая предпочтительно на дне моря в анаэробных условиях, осадочных отложениях, также может быть найдена в почве. Способна восстанавливать соединения металлов. Ведутся работы по использованию Shewanella oneidensis в биозащите металлических поверхностей от коррозии. Видовое название бактерия получила в честь озера Онейда (англ. Oneida lake) в штате Нью-Йорк (США), в котором микроорганизм был впервые выделен.

## Систематика
Номенклатура бактерий Alteromonas hanedai и A. putrefacians была разработана в 1981 году A. hanedai была новым описанным видом, а A. putrefacians была выделена из рода Achromobacter. В 1985 году на основании изучения нуклеотидных последовательностей 5S рРНК МакДоннел (MacDonell) и Колвелл (Colwell) выделили A. hanedai и A. putrefacians в отдельный род Shewanella. Авторы также предложили классифицировать выделенные со дна моря барофильные бактерии как Shewanella benthica. В 1989 году на основании генотипических исследований (ДНК—ДНК гибридизации, анализа 5S рРНК) и изучении серологических свойств Койн (Coyne) предложил перенести Alteromonas colwelliana в род Shewanella. В 1999-м Венкатесварен и другие учёные описали два новых вида — Shewanella oneidensis и Shewanella pealeana.

## Биологические свойства

### Морфология
Грамотрицательные, прямые или слегка изогнутые палочковидные бактерии размером 1,5—4,6 × 0,4—1 мкм. Не образуют спор. Подвижны, имеют полярно расположенные жгутики, не имеющих белковой оболочки.

### Физиологические свойства
Галотолерантный (способен расти в 3 % растворе NaCl), факультативно анаэробный микроорганизм. Образует оксидазу и каталазу, не продуцируют индол, не сбраживают глюкозу. Способны восстанавливать триметиламин-N-оксид, оксиды железа, оксид марганца, оксиды хрома, растворённые соединения урана. Способна к образованию биоплёнок на поверхности субстрата, также способна к адгезии на поверхность оксидов металлов.

### Поведение
Бактерии S. oneidensis периодически садятся на электрически заряженные металлические частицы, собирают посредством химической реакции энергию, затем несколько минут активно передвигаются, собирая вещества, необходимые для дальнейшего насыщения, и снова садятся для «подзарядки».

### Геном
Геном S. oneidensis штамма MR-1 состоит из хромосомы, представляющей собой кольцевую двуцепочечную молекулу ДНК размером 4969803 п.н. и содержащей 4561 гена, процент % Г+Ц пар составляет 45,96 %, и плазмиды pMR-1 размером 161613 п.н. и содержащей 184 гена, процент % Г+Ц пар составляет 43,69 %.

## Применение
Ввиду способности S. oneidensis к восстановлению соединений тяжёлых металлов, а также биотрансформации тетрахлорметана разрабатываются подходы к использованию S. oneidensis в биоочистке. S. oneidensis способна очищать водоёмы от соединений урана и хрома путём восстановления и переведения в нерастворимое состояние. Также микроорганизм способен защищать металлы от коррозии. Разрабатываются подходы к разработке источников энергии на базе S. oneidensis (так называемая концепция «бактериальной батареи»).